# Dziewczyna do towarzystwa
Dziewczyna do towarzystwa – amerykański film obyczajowy z 1996 roku.

## Główne role
- Tori Spelling – Joanna
- Susan Blakely – Teri Halbert
- Scott Plank – Ron Tamblin
- Carmen Argenziano – Henry Binder
- Jeri Ryan – Kimberly
- Barry Watson – Jack Collins
- Ashlee Levitch – Amanda
- Charles Grant – Andrew Carlson
- Siena Goines – Jody
- Chad Morgan – Tracy
- Sydney Bennett – Lynne
- John E. Goetz – Robert
- Al Sapienza – Darren Bronson
- Steeve Arlen – dr Ives
- Bruce Nozick – Jason
- Nicholas Walker – Michael
- Brad Fisher – Dixon
- Elizabeth Norment – Vivian Stone
- Jack Knight – detektyw Rogers
- Scotch Ellis Loring – detektyw Martel

## Fabuła
Joanna Halbert jest młodą i zdolną studentką, ale bardzo nieśmiałą i biedną. Ten stan trwa do momentu kiedy poznaje Kimberly i jej szefa Rona. Szansa na duży zarobek przyciąga ją i staje się jak Kimberly dziewczyną do towarzystwa. Okazuje się jednak, że praca nie ogranicza tylko do niewinnego towarzystwa.